# M60 (танк)
М60, (англ. 105 mm Gun Full Tracked Combat Tank M60) — основний бойовий танк другого покоління 1960-х років. M60 був розроблений в 1957-1959 роках на основі середнього танка М48. M60, неодноразово модернізуючись, знаходився в серійному виробництві з липня 1959 по 1987 рік.
Всупереч поширеній думці, назва «Patton IV», офіційно йому ніколи не присвоювалося.

## Модифікації

### M60T

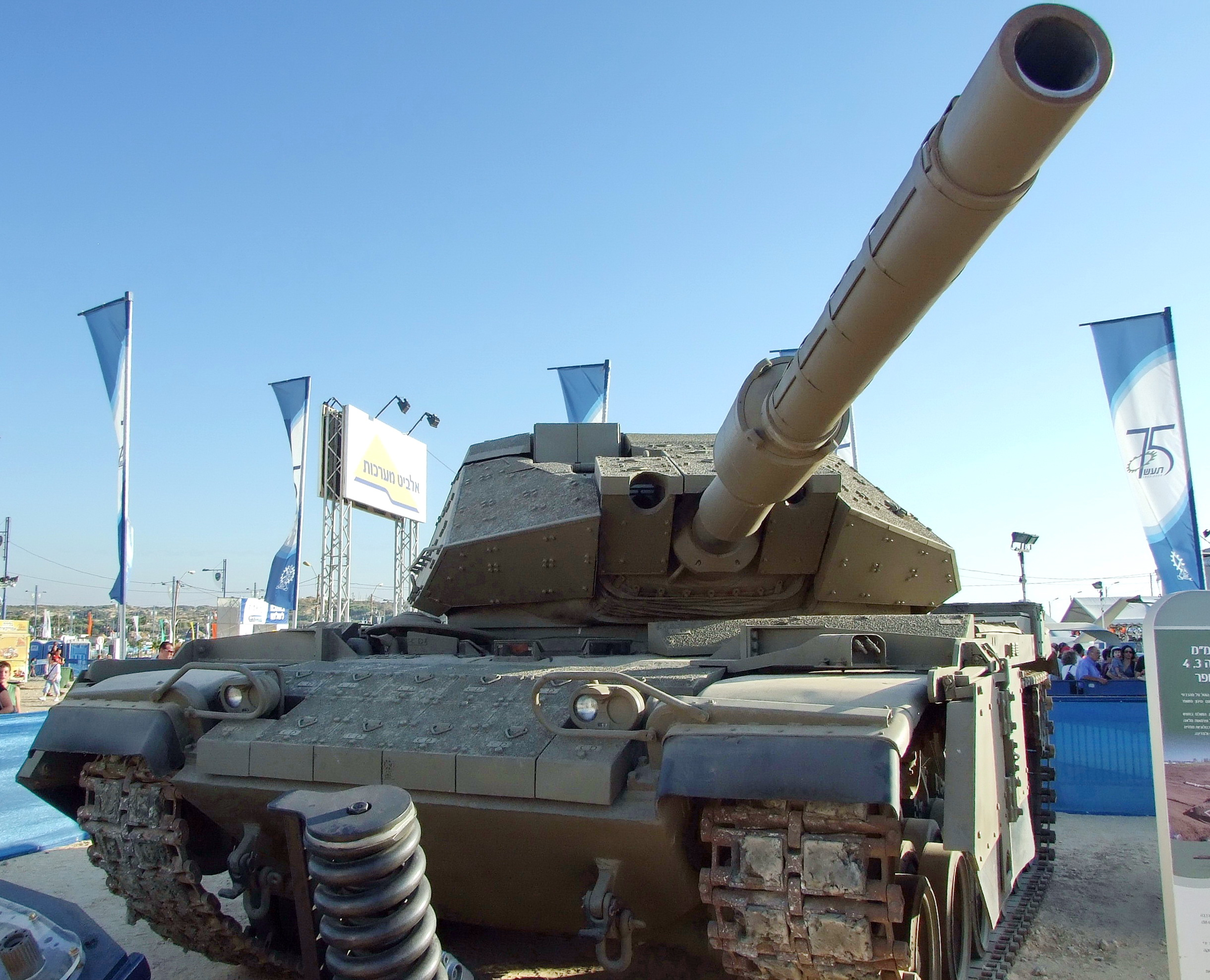
Турецький M60T Sabra на військовій виставці в Ізраїлі, 2008 рік

Модифікація M60T створена ізраїльським підприємством Israeli Military Industries (IMI) для Збройних сил Туреччини. Цей танк є подальшою модернізацією M60A3 з потужнішою гладкоствольною гарматою калібру 120-мм та новою системою управління вогнем, потужнішим двигуном та трансмісією, гібридним захистом (активним та пасивним) в лобовій проєкції.

### М60А3-84
M60A3-84 — проєкт модернізації американського основного бойового танка M60A3, розроблений на початку 2000-х років ХКБМ імені Морозова за тендером турецьких збройних сил для оновлення застарілого парку танків М60. Було запропоновано встановлення двигуна 6ТД-2, динамічного захисту «Ніж», комплексу оптико-електронного придушення «Варта» та активного захисту «Заслін».

## Бойове застосування

### Військова операція проти Ісламської держави
Турецькі танки M60T були задіяні у військовій операції проти Ісламської держави, зокрема, на півночі Іраку.
Зокрема, 19 квітня 2016 року ІДІЛ поширило відео нападу на турецький спостережний пункт неподалік міста Башіка за 30 на північ від Мосула.
Бойовик Ісламської держави здійснив постріл з пускової установки 9К129 «Корнет» по танку, що знаходився на окопаній позиції на вершині пагорбу. На відео було видно, як ракета влучила в танк та вибухнула.
Натомість турецькі ЗМІ поширили фотографію начебто цього самого танку, на якій було видно ушкодження, проте пробиття броні башти не було і танк не був знищений.
Танки M60T брали участь і в боях за місто Аль-Баб на півночі Сирії під час операції «Щит Євфрату». Бої розпочались в грудні 2016 року і спочатку турецькі сили зіштовхнулись із запеклим опором бойовиків ІДІЛ. 20 січня 2017 року ІДІЛ оприлюднила відео (трохи довше 20 хвилин), на якому були показані знищені танки, бронетранспортери, інша військова техніка турецьких військових в боях за місто. В основному, була показана знищена техніка навколо шпитального комплексу, що знаходиться на пагорбі, що височіє на захід від міста. Серед іншого, у відео показано щонайменше 7 знищених та виведених з ладу танків Leopard 2A4, один M60T, бойову машину FNSS ACV-15, декілька бронеавтомобілів Otokar Cobra, патрульних машин ZPT, тощо.

## Оператори

### Поточні
- Боснія і Герцеговина: 45 M60A3 TTS, переданих з США в 1996 році за програмою Train and Equip.[7] Всі M60 залишаються в строю станом на  2023[8]
- Бахрейн: 180 M60A3 TTS у 2005,[9] 100 в строю та 80 на зберіганні станом на 2023[10]
- Бразилія: 91 M60A3 придбано у Сполучених Штатів.[11] 35 M60A3 TTS на озброєнні станом на  2023[12]
- Єгипет: Отримано 700 M60A1 та 759 M60A3 від Сполучених Штатів, а також 168 від Австрії.[9] 300 M60A1 і 850 M60A3 на озброєнні станом на  2023[13]
- Іран: 460 M60A1 були передані з США до 1979 року,[14] 150 на озброєнні станом на  2023[15]
- Ізраїль: 1,350 M60, M60A1, M60A3, а також різні варіації моделей Magach станом на 2005 рік.[9] Замінені на Merkava. Станом на  2023 Ізраїль експлуатує деякі AVLB[16]
- Йорданія: 182 M60A3 на озброєнні станом на  2023[17]
- Ліван: 56 M60A3 передано Йорданією у 2008 році.[18] 10 на озброєнні станом на  2023[19]
- Лівія: 3 M60A1 передано Туреччиною.[20]
- Марокко: 108 M60A1 передано Сполученими Штатами у 1981.[21] 300 колишніх M60A1 Корпусу морської піхоти США були придбані з 1991 по 1994 рік, 120 M60A3 TTS і 7 M60A1 в 1997 році.[11] 220 M60A1 і 120 M60A3 TTS на озброєнні станом на  2023[22]
- Оман: 6 M60A1 і 73 M60A3 постачалися Сполученими Штатами між 1981 і 1996 роками.[11] Станом на  2023 всі M60 залишаються в строю[23]
- Саудівська Аравія: 910 M60A1 RISE (250 передано до Північного Ємену).[24]  Багато M60 були модернізовані до M60A3 протягом 1990-х років.[25] 460 M60A3 на озброєнні станом на 2005 рік,[9] 370 M60A3 станом на 2023[26]
- Сінгапур: 12 M60 AVLB на озброєнні станом на  2023[27]
- Іспанія: 50 M60A1, 154 M60A3 і 106 M60A3 TTS отримані між 1992 та 1993 роками в рамках Договору про звичайні збройні сили в Європі (ЗЗСЄ).[11][9] Замінені на Leopard 2. Станом на  2023 15 мостоукладачів M60 AVLB знаходяться на озброєнні іспанської армії[28]
- Судан: 20 M60A1 отримані у 1979 від США. Всі вони залишаються на озброєнні станом на  2023[29][30]
- Тайвань: 300 M60A3 TTS і 450 CM-11 Brave Tiger[en] на озброєнні станом на  2023[31]
- Таїланд: 53 M60A1 і 125 M60A3 від армії США.[11] Всі вони залишаються на озброєнні станом на  2023[32]
- Туніс: 54 M60A3 отримані від Сполучених Штатів між 1983 і 1984 роками.[11] 30 M60A1 і 54 M60A3 на озброєнні станом на  2023[33]
- Туреччина: Отримано 274 M60A1 та 658 M60A3 від Сполучених Штатів з 1992 по 1994 рік; 170 було перероблено на M60T Sabra 3.[11] 100 M60A1, 650 M60A3 TTS і 165 M60TM Firat на озброєнні станом на  2023[34]
- США: Станом на  2015 QM60 обмежено використовуються як машини-цілі для тестування зброї та радарів. Серія M60 була знята з бойового використання у 1991 році, з армії Національної гвардії в 1997 році, і в якості навчальної допомоги в 2005 році. Бойова інженерна машина M728 була знята з бойового використання в 2000 році. 262 M728 на озброєнні Резерву армії США та Національної гвардії станом на 2007 рік[35]. Поетапна заміна на M1150 Assault Breacher Vehicle почалася з 2018.[36] 230 машин M60 AVLB на озброєнні армії США та 30 машин M60 AVLB на озброєнні Корпусу морської піхоти США станом на  2023.[37] Заміна на M1074 Joint Assault Bridge почалася у 2019 році.[38]
- Україна: Пряма передача надлишкової військової техніки США на суму 400 мільйонів доларів США, включаючи 8 AVLB M60[39][40]
- Ємен: 64 M60A1 RISE поставлені наприкінці 1970-х років.[41] Принаймні 50 стояли на озброєнні в 2005 році.[9] Невідома кількість залишається на озброєнні станом на  2023[42]

### Колишні
- Аргентина: Один M60A1 придбаний на початку 1970-х у Сполучених Штатах. Ніколи не ставився на озброєння. Станом на березень 2014 виставлений як пам'ятник у Школі сержантської армії в Кампо-де-Майо, за межами Буенос-Айреса.[43]
- Австрія: 170 M60A1 придбані у USAEUR в 1982 році. Пізніше модифіковані до A3 стандартів. В 1997 році замінені Leopard 2 та продані Єгипту.[11]
- Ефіопія: 180 M60A1s отримані від США з 1974 по 1977 рік. Замінені на T-72 в 1978 та 1979 роках.[44]
- : Один стандартний M60 був придбаний у США для використання в порівняльних випробуваннях проти передсерійного Leopard 1 у 1964 році.[45]
- Греція: 357 M60A1 RISE і 312 M60A3 TTS були отримані згідно з Договором про звичайні збройні сили в Європі (ЗЗСЄ) у 1991 та 1992 роках.[11] Зняті з озброєння у 2015 році. Решта M60 відправлена на утилізацію.[46]
- Ірак: Шість іранських M60A1 були захоплені під час Ірано-Іракської війни в 1980 році та передані до Йорданії.[47] Усі танки, що залишилися, були знищені після війни. M60 ніколи офіційно не перебував на озброєнні Іраку.
- : 200 M60A1 вироблені в Італії і 100 з надлишкових запасів USAEUR наприкінці 1970-х років. Знятий з озброєння у 2008 році.[48]
- Португалія: 96 танків M60A3 TTS подаровані з надлишкових запасів армії США в Європі в 1991 та 1992 роках в результаті ДЗЗСЄ. Були офіційно виведені з експлуатації в 2018 році та замінені на Leopard 2 A6.[49]